# Ole Bundgaard
Ole Bundgaard (født 11. september) er en dansk forfatter, komponist og billedkunstner. Hans forfatterskab berører flere forskellige genrer; således har han både udgivet digtsamlinger, romaner og noveller.
Som musiker har han været aktiv fra han var 14, har spillet i et utal af sammenhænge og deltaget på en halv snes plader. Dértil har han fungeret som producer på et ukendt antal indspilninger, og er en meget benyttet tekniker på litteraturindlæsninger. Ole Bundgaard behersker guitar, klaver og bas, og har i sine senere år taget saxofonen til sig.
Bundgaard læser ofte fra sine værker på mange scener i Danmark og til lyrikfestivaler, og improviserer både med musikere og andre digtere.
Endvidere har han leveret tekster og musik til en række radio- og tv-udsendelser, bl.a. Musikalske venner, F for forbrug, En by i provinsen og Vise-vershuset.
Både som komponist, forfatter og billedkunstner har Ole Bundgaard modtaget en række hæderspriser og legater, bl.a. fra Statens Kunstfond (1980), SDS kulturfond (1988), Gramexmidlerne (1986 og 1989), Kulturfonden (1994), Kulturministeriet (1995), Copydan (1995), KODA (1995), Spar Nord fond (2002), Kunststyrelsen (2008 og 2009), samt Autorkontoen (2011).

## Udgivelser
| - Karetmageren (digte, 1979) - Sten og træben (digte, 1981) - Med få ord (digte, 1983) - Knus mig kærligt (noveller, 1983) - Op på hjulet (roman, 1983) - Birgers aften (noveller, 1983) - Ove besøger sin mormor (børnefortælling, 1984) - Frøen kyssser (sangbog m. bånd, 1984) - Thorvald Trold (digt, 1985) - Cykeltyven (børnefortælling, 1985) - Tøsedreng (børnefortælling, 1985) - Skallesmækker Sinkadusen (sangbog m. bånd, 1986) | - Løbetid (digte, 1986) - Bare vi havde juleaften hele året rundt (sangbog m. bånd, 1986) - Sjippe, sjippe, sjip, bevægesange (sangbog m. bånd, 1988) - Bøllehat(sangbog m. bånd, 1989) - Sætternissen (minimusical, bog m. bånd, 1989) - Syv, ni tretten (sangbog m. bånd, 1990) - Sætternissen (minimusical, bog m. bånd, 1990) - Hatten af... Ny musik til gamle rim (bog m. bånd, 1995, CD 1996) - Læs højt - LandSkaberFolk (billeder og essay, 2002) - Haiku (digte, 2006) - Ups! (digte, 2009) - Haiku 2 (digte , 2013) |